# Големи десантни кораби проект 1171
Големи десантни кораби проект 1171 (шифър „Тапир“, според класификацията на НАТО:  Alligator) са серия съветски големи десантни кораби (на руски: БДК, Большой десантный корабль) построени от прибалтийския корабостроителен завод „Янтарь“ в Калининград. Корабите от проекта са предназначени за транспортиране и стоварване на десант, превоз на бойна техника и оборудване. Способни са да транспортират различни видове бронирана техника, включая танкове. Последващо тяхно развитие са корабите от проекта 11711 за ВМФ на Русия.

## История
През 1960-те години Съветския флот вече има достатъчно съвременен корабен състав, което му позволява да излезе в просторите на Световния океан. Съперничеството със САЩ води до съюз с много държави, и в задачите на СССР са и оперативно оказване на военна помощ на своите съюзници. Това изисква създаването на особени средства. Нужен е проект за нови специални съдове за доставка на различни товари. Така например, през 1959 г., се появява задание за разработването на голям десантен кораб за океанската зона. В числото на първите проекти застава и 1171 „Тапир“ с тактико-технически данни, съпоставими с аналогичните при съвременните западни десантни кораби. Практически едновременно Министерството на морския флот поръчва сухогруза проекта 1173 с носов апарел, който във военно време трябва да служи за същите цели. Проекта е сложен с това, че това е принципно нов за ВМФ на Съветския съюз кораб. Близостта в предназначението на двата проекта води до съединяването им в един под общото обозначение проект 1171 „Тапир“. При това той може да се използва и за военни, и за граждански цели, но поради това характеристиките му до известна степен се снижават. Това се обуславя от различията в изискванията на гражданските оператори (висока икономичност, използване на целия обем на трюмовете, хубави каюти за екипажа) и военните (място за въоръжения, повишена непотопимост, висока скорост, специално оборудване), което в крайна сметка води до компромис.
Проектантите изготвят много варианти на проекта, според възможностите отчитайки всички пожелания, но несъмнения приоритет се отдава все пак на военните. Главен фактор става замяната на двигателите, вместо планираните дизели по 2500 к.с. на него решават да поставят двигатели с двойно по-голяма мощност. Това удовлетворява ВМФ, защото скоростта на съда нараства до 17 възела, което почти се приближава до първоначалното задание. Обаче Министерството на морския флот решава да се откаже от „съвместния“ съд, заради това, че експлоатацията толкова мощни механизми става нерентабилна. В резултат двойното назначение на проекта 1171 „Тапир“ се проявява само отвън, по външния вид, характерен по-скоро за граждански съд. Кораба е класифициран като „БДК“ (акроним на руски от голям десантен кораб) и се строи изключително за ВМФ.

## Конструкция
Корабите имат външен вид, сходен с този на сухогруз. Надстройката е само на кърмата, там има и херметичен подвижен лацпорт, който в спуснато положение служи за натоварването на техниката от пирса при швартовка към кърмата. Също лацпорта се използва за приемане и стоварване на плавателните средства в доковата камера. На съда има кранове за натоварване на товарите, разположени на палубата. Далечината на плаване съставлява 4800 мили при скорост 16 възела, пълната водоизместимост е 4650 тона.
Корпуса на кораба е използван като прототип за по-големия десантен кораб на океанската зона от проекта 1174 „Носорог“.

### Десантни възможности
Кораба може да събере до 20 основни бойни танка, или 45 БТР, или 50 товарни автомобила, и 300 – 400 души десант (в двата кубрика за десант, под първия и четвъртия туйндек). Кораба може да носи до 1000 тона различни товари. В носовата част се намира отсека за бронетехниката, там се намира и десантния апарел закрит с подвижни врати, а в кърмата за товаро-разтоварните операции е оборудван сваляем лацпорт.

### Въоръжение
Основното въоръжение на корабите от проекта 1171 „Тапир“ се състои от една универсална сдвоена корабна артилерийска установка с калибър 57 мм – ЗИФ-31 Б. Също за обстрел на брегови цели и поддръжка на десанта БДК има две пускови установки за реактивната система за залпов огън А-215 „Град-М“ с далечина на действие около 21 км. За противовъздушната си отбрана болшинството кораби от серията са въоръжени с два-три преносими зенитно-ракетни комплекса „Стрела-3“.

## Състав на серията
Корабите от проекта се строят от 1964 до 1975 г. в Калининград. Всичко в серията са планирани 15 кораба, последния от които така и не е достроен. 14 построени кораба на проекта дълго се намират в състава на Военноморския Флот на СССР, а по-късно и в състава на Военноморския Флот на Русия. В Черноморския и Тихоокеанския флотове и до днес служат четири кораба от този проект. Един от корабите потъва по време на буксировка. Още един е продаден на Украйна, където впоследствие е преправен на сухогруз.
Цветовете в таблицата:

```
Бял – 
недостроен или утилизиран без да е спускан на вода
```

 Зелен  – действащ в състава на ВМФ

 Жълт  – действащ в състава на чужди ВМС или като граждански съд

 Червен  – списан, утилизиран или загубен

| Название          | б/н    | Заложен          | Спуснат          | В строй           | Флот     | Състояние                 | Забележка                                                                                            |
| Мод. I            | Мод. I | Мод. I           | Мод. I           | Мод. I            | Мод. I   | Мод. I                    | Мод. I                                                                                               |
| ----------------- | ------ | ---------------- | ---------------- | ----------------- | -------- | ------------------------- | --- |
| БДК-10            | 150    | 5 февруари 1964  | 1 юли 1964       | 18 август 1966    | ЧФ       | Унищожен на 24.03.2022 г. | от 22 февруари 67 – „Воронежки комсомолец“; от 15 февруари 1992 – БДК-65; от 26 юли 2003 – „Саратов“ |
| БДК-6             | 144    | 4 юли 1964       | 15 февруари 1965 | 30 декември 1966  | ЧФ       | Списан на 19 март 1992    | от 9 ноември 1970 – „Кримски комсомолец“                                                             |
| БДК-13            | 093    | 18 февруари 1965 | 26 март 1966     | 30 септември 1967 | ТОФ      | Списан на 5 юли 1994      | от 20 юни 1972 – „Томски комсомолец“, от 15 февруари 1992 – БДК-25                                   |
| БДК-62            | 023    | 5 август 1966    | 1 март 1967      | 29 декември 1967  | СФ       | Списан на 1 декември 1997 | от 14 септември 1981 до 15 февруари 1992 – „Комсомолец Карелии“                                      |
| Мод. II           |        |                  |                  |                   |          |                           | |
| БДК-66            | 085    | 7 март 1967      | 28 август 1967   | 27 септември 1968 | ТОФ      | Списан на 5 юли 1994      | от 13 февруари 1975 – „Сергей Лазо“                                                                  |
| БДК-69            | 148    | 30 август 1967   | 29 февруари 1968 | 31 декември 1968  | ЧФ       | В строй                   | от 20 октомври 2002 – „Орск“                                                                         |
| Мод. III          |        |                  |                  |                   |          |                           | |
| БДК-77            | 099    | 12 март 1968     | 31 август 1969   | 30 септември 1969 | ТОФ      | Списан на 5 юли 1994      | от 12 октомври 1972 – „50 години шефство на ВЛКСМ“, от 15 февруари 1992 – БДК-80                     |
| Донецки шахтьор   | 119    | 5 септември 1968 | 10 март 1969     | 31 декември 1969  | БФ       | Списан на 10 април 2002   | |
| БДК-100           | 115    | 18 март 1969     | 11 октомври 1969 | 30 септември 1970 | БФ       | Списан на 30 юни 1993     | от 11 април 1970 – „Красная Пресня“.                                                                 |
| БДК-104           | н/д    | 17 октомври 1969 | 31 март 1970     | 10 юни 1971       | ЧФ, ВМСУ | Списан на 30 ноември 2004 | от 25 май 1982 – „Иля Азаров“; от 10 януари 1996 – във ВМСУ; от 25 юли 1997 – U401 „Рівне“.          |
| Александр Торцев  | 062    | 6 април 1970     | 27 ноември 1970  | 31 декември 1971  | ТОФ      | Списан на 5 юли 1994      | |
| Пьотър Иличев     | 044    | 30 ноември 1970  | 30 август 1971   | 29 декември 1972  | СФ       | Списан на 30 юни 1993     | |
| Мод. IV           |        |                  |                  |                   |          |                           | |
| Николай Вилков    | 081    | 3 септември 1971 | 30 ноември 1973  | 30 юли 1974       | ТОФ      | В строй                   | |
| Николай Филченков | 152    | 30 януари 1974   | 29 март 1975     | 30 декември 1975  | ЧФ       | В строй                   | |
| Николай Голубец   |        | —                | —                | —                 |          | Недострен                 | |